# Open Dialogue Foundation
Open Dialogue Foundation (ODF), en polonais : Fundacja Otwarty Dialog), est une organisation internationale non gouvernementale, fondée en 2009 en Pologne et dont le siège est situé à Bruxelles, en Belgique. ODF mène ses activités de recherche sur les droits de l'homme et l'État de droit dans la zone post-soviétique et - depuis 2018 - au sein de l'Union européenne.

## Histoire
ODF est fondée en 2009 à Varsovie, en Pologne ,
Sa fondatrice, Kozlovska a lancé ODF à la suite d'un forum sur les droits de l'homme en Asie centrale qu'elle avait organisé en Pologne en 2008 avec des militants de la région. Initialement, l'ODF a basé ses activités sur les expériences des mouvements étudiants et des organisations civiques qui se sont développés à partir de la Révolution orange.

## Activités
ODF a organisé des missions de surveillances et publié des rapports sur le respect des droits de l’homme dans différents pays : Pologne, Moldavie, Kazakhstan, Russie et Ukraine.

## Controverses
En 2018, le gouvernement polonais a expulsé Lyudmyla Kozlovska, présidente de l’ONG en invoquant des renseignements secrets selon lesquels l'ONG avait reçu des fonds russes afin de mener à bien des objectifs anti-polonais à Bruxelles,.
La même année, une commission parlementaire moldave a publié un rapport affirmant que l’ONG est liée à la fédération de Russie et a tenté d'interférer dans la politique intérieure moldave en finançant des partis d'opposition. Une partie de la presse moldave a mis en cause ce rapport.
Le député européen français Nicolas Bay a accusé l’ONG de recevoir des soutiens financiers de la part de Moukhtar Abliazov.